# Bútio-dos-gafanhotos
Bútio-dos-gafanhotos  (Butastur rufipennis) é uma espécie de ave de rapina da família Accipitridae.
Pode ser encontrada nos seguintes países: Benin, Burkina Faso, Burundi, Camarões, República Centro-Africana, Chade, República Democrática do Congo, Costa do Marfim, Eritreia, Etiópia, Gambia, Gana, Guiné, Guiné-Bissau, Quénia, Libéria, Mali, Mauritânia, Níger, Nigéria, Ruanda, Senegal, Serra Leoa, Somália, Sudão, Tanzânia, Togo e Uganda.